# 446
Cette page concerne l'année 446  du calendrier julien. Pour l'année 446 av. J.-C., voir 446 av. J.-C. Pour le nombre 446, voir 446 (nombre).
L'année 446 est une année commune qui commence un mardi.

## Événements
- 1er janvier, Rome : début du 3e consulat d'Aetius ; à cette occasion, Flavius Merobaudes prononce un panégyrique indiquant que grâce à Aetius, une bagaude a été écrasée en Armorique[1].
- Juillet : 
  - Flavien de Constantinople devient patriarche de Constantinople (fin en 449)[2].
  - nouvelle révolte des Bagaudes d’Armorique conduite par Tibatto ; il semble qu’elle soit réprimée par les Alains de Goar et que Tibatto soit exécuté[1].

- En Chine, un édit du roi des Wei du Nord Tuoba Tao proscrit le bouddhisme à l'instigation du ministre Cui Hao, après la découverte d'armes dans un monastère à Chang'an pendant la répression d'une révolte (fin en 452). Il ordonne de tuer les moines de Chang'an et de détruire toutes les images bouddhiste[3].
- Les Bretons s'adressent à Aetius pour solliciter son aide contre les Pictes et les Scots. Celui-ci ne peut intervenir[4].
- Majorien, un jeune officier d’Aetius, défend Tours contre les Bagaudes entre 446 et 448[5].
- Deuxième voyage de Germain d’Auxerre, accompagné de Sévère de Trèves, en Grande-Bretagne pour combattre le pélagianisme[6].

## Décès en 446
- 12 juillet : Proclus de Constantinople[2].